# Jungojam
《JungoJam》是一款多人在线角色扮演（RP）与模拟类手游，当前主要运营于东南亚地区，游戏分级为12+。

## 游戏玩法
《JungoJam》游戏内提供了不同风格的五官、发型及服装，支持展示个性化虚拟形象。部分玩家选择将《JungoJam》作为OC 「代餐」产品。
玩家可扮演警察、医生、教师、忍者、幽灵等预设身份，或自定义身份，并通过切换身份参与不同剧情线或事件，探索学校、医院、警局、咖啡厅、酒吧等多种不同场景。
游戏支持创建专属小岛，并利用AI辅助工具配合玩家关键词生成自定义建筑，并可开放小岛给其他玩家游玩。
当前阶段，AI生成功能主要通过玩家指定现有选项来实现建筑生成，暂未支持直接依据玩家描述生成对应建筑物。

## 宣传和发行
《JungoJam》于2025年3月底登陆Android，在印尼、柬埔寨、新加坡等8个东南亚市场开始软启动测试，月下载量突破50万，并在6月19日登陆Microsoft Windows。